# Alexander Hall (Fußballspieler)
Alexander Noble „Sandy“ Hall (* 3. Dezember 1880 in Aberdeen oder Peterhead, Vereinigtes Königreich; † 25. September 1943 in Toronto, ON, Kanada) war ein schottischer Fußballspieler. Er gewann bei den Olympischen Sommerspielen 1904 die Goldmedaille im Fußballwettbewerb.

## Werdegang
Hall emigrierte als Teenager mit seiner Familie nach Kanada, wo er für die Toronto Scots als Mannschaftskapitän und den Galt FC spielte. Der Klub gewann 1903 den Meistertitel der Ontario Football Association League und nahm im folgenden Jahr als kanadischer Vertreter am olympischen Fußballturnier teil. Da sich lediglich drei Mannschaften für das Turnier angemeldet hatten, traf der Galt FC auf zwei Collegemannschaften aus dem gastgebenden St. Louis. Das erste Spiel gegen das Christian Brothers' College gewann die Mannschaft deutlich mit 7:0, dabei trat Hall als dreifacher Torschütze in Erscheinung. Das zweite Spiel gegen die St. Rose School of St. Louis gewann der Klub mit 4:0, durch die zwei Siege gewann die Mannschaft für Kanada die Goldmedaille.
1905 zog er nach Montreal und spielte für eine in Westmount ansässige Fußballmannschaft, mit er gegen die durch Nordamerika tourende englische Amateurauswahlmannschaft The Pilgrims FC antrat. Anschließend kehrte er nach Schottland zurück, wo er für den FC Peterhead und FC St. Bernard’s auflief. Im April 1907 wechselte er zum englischen Klub Newcastle United, während der Meisterschaftssaison 1906/07 kam er aber nicht zum Einsatz. Erst in der Vorbereitung zur folgenden Spielzeit machte er auf sich aufmerksam, als er bei einer Deutschlandtour in drei Spielen zehn Tore erzielte – in der anschließenden Erstligaspielzeit debütierte er im September 1907 gegen Sheffield Wednesday und traf in sechs Spielen zweimal für den amtierenden Meister, der die Saison auf dem vierten Tabellenplatz beendete. Im März 1908 war er bereits nach Schottland zurückgekehrt, wo er zwei Jahre in der Scottish Football League Division One beim FC Dundee spielte. 1910 gewann der Klub gegen den FC Clyde den Scottish FA Cup, Hall blieb dabei aber in den Finalspielen – erst im zweiten Wiederholungsspiel setzte sich sein Klub durch Tore von James Bellamy und John Hunter mit 2:0 durch – ohne Einsatz. Später war er als Spielertrainer für Dunfermline Athletic tätig, ehe er nach dem Dienst in der Britischen Armee während des Ersten Weltkrieges wieder nach Kanada zurückkehrte, wo er für Mimico Beach in Toronto auflief und bei der lokalen Müllverbrennungsanlage arbeitete.